# 魯德基夫齊 (赫梅利尼茨基州)
48°38′27″N 27°21′20″E / 48.64083°N 27.35556°E
魯德基夫齊（烏克蘭語：Рудківці）是烏克蘭西部赫梅利尼茨基州卡緬涅茨-波多利斯基區新烏希察市鎮的村莊。該村面積1.9平方公里，海拔高度253米，2023年人口514。